# Éva Szabó
Éva Szabó (30 de octubre de 1945 - 7 de noviembre de 2022) fue una tenista profesional húngara que participó en la Copa Billie Jean King con récord de ocho victorias y cinco derrotas; además de ganar siete títulos individuales y seis en dobles.

## Finales Jugadas

### Individual (7–4)
| Resultado | N.º | Año             | Sede              | Superficie | Rival           | Resultado     |
| --------- | --- | --------------- | ----------------- | ---------- | --------------- | ------------- |
| Victoria  | 1.  | Agosto 1966     | Budapest, Hungría | Arcilla    | Klara Bardóczy  | 8–6, 6–3      |
| Victoria  | 2.  | Agosto 1967     | Budapest, Hungría | Arcilla    | Gyöngyi Fehér   | 6–3, 6–2      |
| Derrota   | 1   | Septiembre 1968 | Budapest, Hungría | Arcilla    | Erzsébet Polgár | 4–6, 6–8      |
| Victoria  | 3.  | Julio 1970      | Budapest, Hungría | Arcilla    | Ágnes Graczol   | 6–3, 6–1      |
| Derrota   | 2.  | Octubre 1970    | Bucarest, Rumania | Arcilla    | Judith Dibar    | 2–6, 1–6      |
| Derrota   | 3.  | Julio 1971      | Budapest, Hungría | Arcilla    | Judit Szörényi  | 2–6, 2–6      |
| Victoria  | 4.  | Septiembre 1971 | Budapest, Hungría | Arcilla    | Erzsébet Széll  | 4–6, 6–4, 6–2 |
| Derrota   | 4.  | Agosto 1973     | Pescara, Italia   | Arcilla    | Olga Morozova   | 0–6, 6–1, 7–9 |
| Victoria  | 5.  | Septiembre 1973 | Budapest, Hungría | Arcilla    | Beatrix Klein   | 6–3, 6–3      |
| Victoria  | 6.  | Septiembre 1974 | Budapest, Hungría | Arcilla    | Katalin Borka   | 6–2, 6–3      |
| Victoria  | 7.  | Julio 1975      | Budapest, Hungría | Arcilla    | Renáta Tomanová | 2–6, 7–5, 6–4 |

### Dobles (6–2)
| Resultado | N.º | Año             | Sede                      | Superficie | Compañera      | Rivales                               | Resultado     |
| --------- | --- | --------------- | ------------------------- | ---------- | -------------- | ------------------------------------- | ------------- |
| Victoria  | 1.  | Agosto 1966     | Budapest, Hungría         | Arcilla    | Klara Bardóczy | Erzsébet Széll Gyöngyi Fehér          | 6–3, 4–6, 7–5 |
| Victoria  | 2.  | Agosto 1968     | Budapest, Hungría         | Arcilla    | Klára Jószay   | Klara Bardóczy Erzsébet Széll         | 6–0, 6–1      |
| Derrota   | 1.  | Julio 1970      | Budapest, Hungría         | Dura (i)   | Judit Szörényi | Miloslava Holubová Vlasta Vopičková   | 5–7, 4–6      |
| Derrota   | 2.  | Agosto 1970     | Budapest, Hungría         | Arcilla    | Ágnes Graczol  | Eugenia Isopaitis Irena Škulj         | 1–6, 3–6      |
| Victoria  | 3.  | Abril 1974      | Mónaco, Mónaco            | Arcilla    | Heide Orth     | Lea Pericoli Daniela Porzio           | 6–4, 7–6      |
| Victoria  | 4.  | Julio 1974      | Kitzbühel, Austria        | Arcilla    | Beatrix Klein  | Ana María Arias Iris Riedel-Kühn      | 6–1, 6–4      |
| Victoria  | 5.  | Septiembre 1974 | Skopje, Yugoslavia        | Arcilla    | Beatrix Klein  | Fiorella Bonicelli Miloslava Holubová | 6–3, 6–4      |
| Victoria  | 6.  | Marzo 1975      | Beaulieu-sur-Mer, Francia | Arcilla    | Beatrix Klein  | Antonella Rosa Monique Van Haver      | 4–6, 6–3, 7–5 |